# Cătălina Preda
Georgiana Cătălina Preda (n. 16 ianuarie 1991, Plopeni) este o handbalistă din România, care evoluează la echipa HC Dunărea Brăila pe postul de extremă dreapta.

## Biografie
A început handbalul la vârsta de 12 ani, sub îndrumarea profesorului Vasile Pascu, la echipa HC Activ Plopeni. În 2013 a fost transferată de CSM Ploiești, unde a jucat până în 2015, când clubul a renunțat la serviciile sale.
Handbalista a jucat apoi un an la CS Măgura Cisnădie, pentru care a înscris 44 de goluri, iar din 2016 joacă la HC Dunărea Brăila.
În 2015 a fost convocată la echipa de senioare a României care a luat parte la cea de-a XXVIII-a ediție a Universiadei de vară, desfășurată la Gwangju, în Coreea de Sud. 
În vara anului 2016 a participat cu echipa României la Campionatul Mondial Universitar din Spania, unde a obținut medalia de argint. Preda a înscris 12 goluri pe durata competiției.

## Palmares
- Campionatul Mondial Universitar:
  -  Medalie de argint: 2016

- Liga Națională:
  -  Medalie de argint: 2017

- Cupa României:

- Medalie de argint: 2024

- Medalie de bronz: 2018, 2023

- Supercupa României:
  -  Medalie de bronz: 2023